# 藤原景舒
藤原 景舒（ふじわら の かげのぶ）は、平安時代中期の貴族。従三位・藤原国章の子。

## 経歴
天徳4年（960年）天徳内裏歌合で念人を務めた童子の一人として名が見える。永観2年（984年）娘を五節舞の舞姫として殿上に献じている。
円融朝から一条朝にかけて、伊賀守・加賀守・播磨守など受領を歴任。六位蔵人を務めていた時期もあり、天皇側近の受領階層だったことがうかがえる。また兄弟の景斉とともに藤原実資の家人でもあった。
一条朝前期の永延3年（989年）播磨守であった景舒は、伊予守・源清延と交替する形で伊予守に遷る。この人事は、寛弘7年（1010年）に尾張守・大江匡衡と丹波守・高階業遠が官職を交替した際に先例として挙げられている。しかし、翌永祚2年（990年）には藤原道頼が伊予守に任ぜられており、景舒は短期間で伊予守を去ったとみられる。

## 官歴
- 応和3年（963年） 閏12月21日：見小舎人[15][16]
- 時期不詳：六位蔵人[17]
- 天延2年（974年） 11月1日：見伊賀守[18][9]
- 永延元年（987年） 6月6日：見加賀守[19][10]
- 永延3年（989年） 3月5日：去播磨守、任伊予守[19][2]

## 系譜
『尊卑分脈』による。
- 父：藤原国章
- 母：伊予守能守の娘[注 2]
- 妻：源遠古の娘
  - 男子：藤原忠家
- 生母不明の子女
  - 男子：藤原景章
  - 女子：藤原則友の妻（藤原国成の母）